# Velimir Valenta
Velimir Valenta, né le 21 avril 1929 à Klis et mort le 27 novembre 2004 à Mendrisio, est un rameur yougoslave puis croate.

## Biographie

### Palmarès

#### Aviron aux Jeux olympiques
- 1952 à Helsinki,  Finlande
  -  Médaille d'or en quatre sans barreur[1]